# الشارع الأخضر 2: ستاند يور غراوند (فلم)
الشارع الأخضر 2: ستاند يور غراوند (بالإنجليزية: Green Street 2: Stand Your Ground) هو فيلم جريمة ودراما ورياضي تم إنتاجه في المملكة المتحدة والولايات المتحدة وصدر سنة 2009 بطولة تيرانسي جاي وروس مكال وغراهام مكتافيش ولوك ماسي وهو الجزء الثاني من سلسلة أفلام «الشارع الأخضر».

## القصة
يروي الفيلم ماذا حدث بعد احداث الجزء الأول وماذا حدث للمشجعين المتعصبين في السجن.

## وصلات خارجية
- مقالات تستعمل روابط فنية بلا صلة مع ويكي بيانات

الشارع الأخضر 2: ستاند يور غراوند على IMDb
الشارع الأخضر 2: ستاند يور غراوند على Rotten Tomatos